# 韋德科斯滕峰
72°1′S 3°58′E / 72.017°S 3.967°E
韋德科斯滕峰是南極洲的山峰，位於東部南極洲的毛德皇后地，屬於穆利格-霍夫曼山脈的一部分，海拔高度2,285米，該山峰根據挪威探險隊的測量和空中照片繪入地圖。